# Parentia fuscata
Parentia fuscata är en tvåvingeart som först beskrevs av Frederick Wollaston Hutton 1901.  Parentia fuscata ingår i släktet Parentia och familjen styltflugor. Inga underarter finns listade i Catalogue of Life.